# 주영하 (1908년)

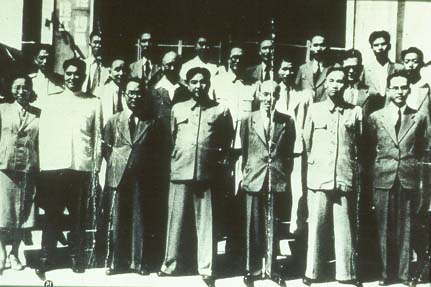
1948년 9월. 조선민주주의인민공화국 초대 내각의 주영하(교통상, 제2열 왼쪽에서 네 번째)

주영하(朱寧河, 1908년 ~ 1956년)는 조선의 공산주의 운동가, 노동운동가이자 북조선의 정치인이다.

## 약력
- 1945년 8월 조선공산당 북조선지부 홍원군책
- 1945년 함경남도 임시인민위원회 위원
- 1945년 9월 원산시 인민위원회 위원장
- 1946년 8월 북조선노동당 중앙위원회 부위원장 겸 정치위원
- 1947년 2월 북조선중앙선거위원회 위원장
- 1948년 4월~5월 남북협상 조직준비위원장으로 선임, 제1차 남북협상에 참여
- 1948년 8월 해주에서 개최된 제2차 남북협상에서 남한 몫의 제1기 최고인민회의 대의원으로 선거되다.
- 1948년 9월 내각 교통상
- 1949년 10월 주소련 북조선 초대 대사
- 1951년 교통상, 내각 외무성 부상
- 1953년 8월 종파분자로 몰려 실각, 지방공장 지배인으로 좌천
- 1956년 교육성 부상
- 1956년 박창옥, 윤공흠 사건에 연루되어 다시 실각, 노동교화소로 추방